# Erhardkirche
Erhardkirche ist der Name von dem heiligen Erhard von Regensburg geweihten Kirchen:

## Deutschland
- Attaching (Bayern), siehe Filialkirche St. Erhard (Attaching)
- Beilngries, St. Erhard (Haunstetten)
- Berga/Elster, St.-Erhard-Kirche
- Bütthard, St. Erhard (Oesfeld)
- Essenbach-Oberahrain, St. Erhard (Ohu)
- Gernsbach, ehemalige Kapelle St. Erhard (Obertsrot)
- Gerolfingen, Ev. Kirche
- Geslau, Ev. Kirche St. Erhard (Frommetsfelden)
- Goldkronach, St. Erhard (Goldkronach)
- Gößweinstein, St. Erhard (Wichsenstein)
- Großcomburg bei Schwäbisch Hall, Sechseckkapelle
- Haslach, St. Erhard (Hofstetten)
- Kinding, St. Erhard (Haunstetten)
- Nornheim, St. Erhard (Nornheim)
- Pfeffenhausen-Rainertshausen, St. Erhard (Rainertshausen)
- Regensburg, Erhardi-Krypta
- Rheinmünster, St. Erhard (Stollhofen)
- Rugendorf, St. Erhard und Jakob (Rugendorf)
- Steppach, Ev. Kirche St. Erhard (Steppach)
- Sugenheim, St. Erhard (Sugenheim)
- Thalmässing-Offenbau, St. Erhard (Offenbau)
- Vohenstrauß, St. Erhard (Roggenstein)
- Unterschneidheim, Ev. Kirche St. Erhard (Unterschneidheim)
- Waiblingen-Hohenacker, Erhartskirche (Hohenacker)
- Walpertskirchen, St. Erhard (Walpertskirchen)
- Walting-Rieshofen, St. Erhard (Rieshofen)
- Weismain-Geutenreuth, St. Erhard (Geutenreuth)

## Österreich
Burgenland
- Filialkirche Wiesfleck

Kärnten
- Pfarrkirche Windisch Bleiberg
- Filialkirche St. Erhard (St. Paul)

Niederösterreich
- Pfarrkirche Zelking

Oberösterreich
- Pfarrkirche Helfenberg

Salzburg
- Erhardkirche (Salzburg)

Steiermark
- Pfarrkirche Sankt Erhard in der Breitenau
- Pfarrkirche Wartberg im Mürztal

Wien
- Pfarrkirche Mauer

## Schweiz
Bern
- Nidau, Evangelisch-reformierte Kirche St. Erhard

Luzern
- Knutwil-St. Erhard, Kapelle St. Erhard[1][2]

Schwyz
- Tuggen, Kirche St. Erhard und Viktor[3]

Uri
- Urnerboden (Spiringen), Kirche St. Erhard[4]

## Italien
- Brixen, Erhardskirche (Brixen)

## Tschechien
- St. Erhard (Tatrovice)